# نوریو یوشیمیزو
نوریو یوشیمیزو (به انگلیسی: Norio Yoshimizu) بازیکن فوتبال اهل ژاپن و عضو تیم ملی فوتبال ژاپن است که در تاریخ ۳۱ ژوئیه ۱۹۷۰ میلادی اولین بازی ملی‌اش را انجام داد. او در ۴ بازی ملی حضور داشت و آخرین بازی ملی خود را در تاریخ ۱۶ اوت ۱۹۷۰ میلادی انجام داد. نوریو یوشیمیزو در بازی‌های ملی‌اش
۱ گل به ثمر رساند.